# Blender (periodico)
Blender era un magazine musicale statunitense, di 10 pubblicazioni annue, conosciuto come the ultimate guide to music and more. La sua fama è anche in qualche modo legata all'abitudine di pubblicare foto discinte di celebrità femminili.
Il magazine si fonda sulla pubblicazione di classifiche di album, artisti e canzoni, tra cui una classifica best of e una worst of, basate semplicemente sull'opinione dei giornalisti. In ogni uscita, un'intera discografia di un artista era passata al microscopio, con analisi dettagliate di ogni album pubblicato.
Blender, insieme a VH1, creò la "50 Most Awesomely Bad Songs", una classifica delle peggiori canzoni di sempre, capitanata da "We Built This City" degli Starship.
Originariamente pubblicato dalla Dennis Publishing, il magazine esordì nel 1994 come primo CD-ROM magazine.
Dopo 15 numeri in CD digitale il magazine passò alla pubblicazione online nel 1997. Nel 1999 la rivista fu nuovamente pubblicata a mezzo stampa. I CD-ROM di Blender sono stati tra i primi esempi di prodotto editoriale su cd e hanno dato il via allo sviluppo delle pubblicità digitali, con inserzioni di marchi prestigiosi, come Calvin Klein, Apple Computer, Toyota e Nike.
Il gruppo proprietario, Alpha Media Group, chiuse Blender il 26 marzo 2009, passando definitivamente ad un formato online, nell'intento di ridurre le spese della società. L'ultimo numero di Blender uscì ad aprile 2009.